# Paralanceis chotardi
Paralanceis chotardi (лат.) — ископаемый вид мелких архаичных ос-бетилид, единственный в составе рода Paralanceis из подсемейства Lancepyrinae. Обнаружен в отложениях мелового периода. Бирманский янтарь (99 млн лет; Мьянма). Видовой эпитет — это патроним в честь Матье Шотара (Matthieu Chotard), бывшего исследователя и старшего научного сотрудника программы палеонтологии Университета г. Ренна (Франция), а ныне работающего над морфологией вымерших и современных птиц.

## Описание
Тело тучное (длина 3,5 мм); голова яйцевидная; сложный глаз немного длиннее высоты, расположен впереди на голове; наличник с медианной лопастью треугольный, боковая лопасть короче; торули разделены плоской поверхностью. Антенны короткие; мандибулы с тремя зубцами. Проплеврон удлинённый и виден дорсально; переднеспинка с боковым краем прямая; метанотум длинный; метапектально-проподеальный комплекс гладкий. Переднее крыло с [1M]-ячейкой удлинённой, полностью закрытой трубчатыми жилками; птеростигма удлиненная; жилки 2r-rs&Rs выходят из дистальной половины птеростигмы; 2r-rs&Rs полностью трубчатые; R1 трубчатый, закрывающий [2R1]-ячейку; [2R1]-ячейка ланцетовидная.